# 1951年英國大選
1951年英國大選舉辦於1950年英國大選的12個月之後。工黨提前解散議會希望取得多數席位。然而雖然工黨贏得了最多得票，議會最多席位政黨卻被保守黨獲得，溫斯頓·丘吉爾重新成為英國首相。這次選舉也是喬治六世治下的最後一次大選。